# Spondylurus spilonotus
Spondylurus spilonotus — вид сцинкоподібних ящірок родини сцинкових (Scincidae). Ендемік Американських Віргінських Островів. Описаний у 2012 році.

## Поширення і екологія
Spondylurus spilonotus мешкали на островах Сент-Томас і Сент-Джон в групі Віргінських островів, однак не спостерігалися з 1877 року.

## Збереження
МСОП класифікує цей вид як такий, що перебуває на межі зникнення. Причиною зникнення Spondylurus spilonotus є поява на островах інтродукованих мангустів, а також чорних щурів.